# Lò phản ứng quang sinh học
Lò phản ứng quang sinh học là một lò phản ứng sinh học sử dụng các nguồn ánh sáng để sản xuất năng lượng quang học. Lò phản ứng quang sinh học có thể được thiết kế dưới dạng các ao thủy canh mở, tuy nhiên phần lớn các lò này là những hệ thống kín nhằm mục đích không để cho khí thải và chất thải lọt ra môi trường ngoài .
Một số sinh vật ái cực hạn (extremophile - sinh vật sống trong những môi trường khắc nghiệt) đã được nuôi trồng trong các ao thủy canh mở, tuy nhiên nhiều loại vi tảo khác là những ứng cử viên có tiềm năng trong việc sản sinh ra một số lớn các loại phức hợp khác nhau. Và, việc nuôi trồng các sinh vật này cũng như thu giữ các sản phẩm của chúng cần đến sự triển khai của các mô hình độc canh và vì vậy chỉ có các hệ thống kín mới đảm bảo hoạt động của quy trình. Như vậy, một lò phản ứng quang sinh học có thể được miêu tả như là một khoang nuôi trồng kín được chiếu sáng với thiết kế nhằm mục đích kiểm soát sự sản sinh sinh khối của các mẻ cấy dạng thể vẩn của các tế bào quang dưỡng trong môi trường nước. Việc duy trì các lò phản ứng này tuy có tốn kém nhưng chúng có nhiều ưu điểm so với các hệ thống mở khác, tỉ như:
- Ngăn ngừa hoặc ít nhất là hạn chế tối đa tình trạng nhiễm bẩn, điều này cho phép thực thi việc độc canh các mẻ tảo nuôi cấy thuần (chỉ bao hàm một loài vi tảo duy nhất)
- Giúp kiểm soát tốt hơn các điều kiện môi trường tác động lên mẻ cấy (pH, cường độ ánh sáng, nhiệt độ, nồng độ cacbonic).
- Ngăn chặn tình trạng bốc hơi nước và bay hơi cacbonic.
- Giúp tăng mật độ tập trung tế bào.
- Cho phép việc sản xuất các phức hợp sinh dược phẩm nhờ các rêu biến đổi gien (knockout moss) trong tiêu chuẩn thực hành sản xuất tốt (GMP - Good manufacturing practice), một công nghệ sinh học gọi là nông trại phân tử.[5]

Những nhược điểm đáng kể của lò phản ứng quang sinh học (kín) là các yếu tố giới hạn về nhiệt độ, pha trộn, kiểm soát nồng độ ôxi tích trữ và hiện tượng ô nhiễm sinh học (biofouling, sự gia tăng các cá thể vi sinh vật không mong muốn). Điều này khiến chi phí triển khai và duy trì các lò phản ứng kín đắt hơn so với các ao thủy canh mở. Vì vậy, các nhà khoa học hiện đang nghiên cứu phát triển các hệ thống nuôi trồng ít tốn kém hơn nhưng vẫn giữ được hiệu suất sản xuất cao, tỉ như ở đây.